# Teeanbaugebiete
Die Teeanbaugebiete gibt es um den ganzen Erdball in allen tropischen und subtropischen Zonen sowohl im Flachland als auch im Gebirge. Weltweit wurden 2018 etwa 4,2 Millionen Hektar mit Tee bepflanzt.

## Allgemeines

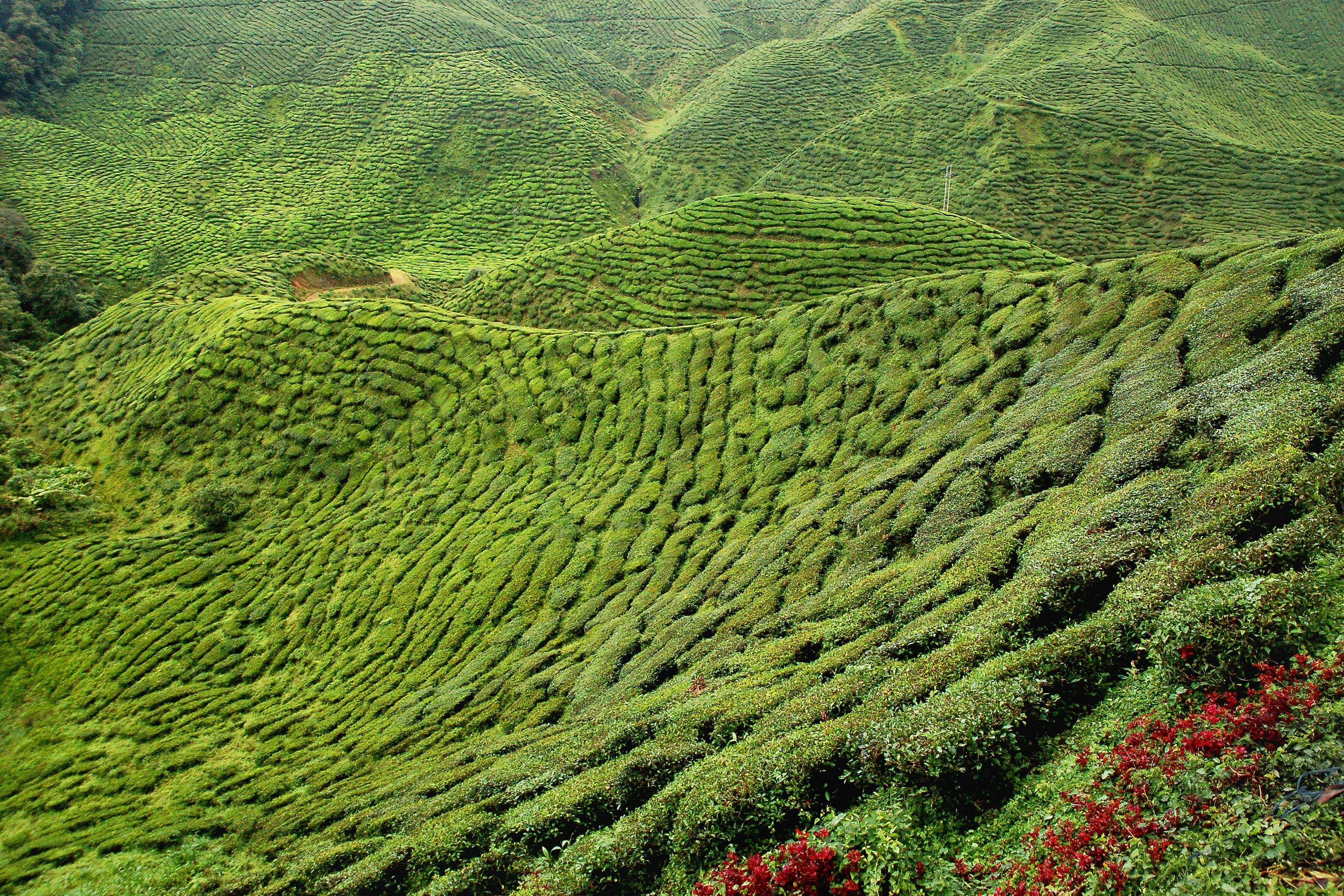
Teeplantage in den Cameron Highlands (Malaysia)

Die Erntezeit ist von der geografischen Lage abhängig, je weiter weg vom Äquator das Anbaugebiet liegt, umso kürzer ist sie. In Argentinien wird von Dezember bis Februar Tee geerntet, in der Türkei circa sechs Wochen von Ende Mai bis Ende Juni/Juli und in Japan beginnt die Ernte frühestens Ende April/Anfang Mai und endet bereits im August. Außer in Sri Lanka, Kenia, Tansania oder in Indonesien wird die Teepflanze das ganze Jahr über geerntet.

## Anbaugebiete

### Die größten Anbauflächen
Folgende Tabelle gibt eine Übersicht über die 10 größten Anbaunationen für Tee weltweit, die insgesamt 93,4 % der Anbauflächen besaßen.
| Rang | Land                | Menge (in ha) |
| ---- | ------------------- | ------------- |
| 1    | Volksrepublik China | 2.336.066     |
| 2    | Indien              | 628.193       |
| 3    | Kenia               | 236.200       |
| 4    | Sri Lanka           | 202.540       |
| 5    | Vietnam             | 116.633       |
| 6    | Indonesien          | 113.215       |
| 7    | Myanmar             | 89.127        |
| 8    | Türkei              | 83.611        |
| 9    | Bangladesch         | 67.045        |
| 10   | Japan               | 42.858        |
|      | übrige Länder       | 277.686       |
|      | Welt                | 4.193.174     |

### Afrika
Auf dem Kontinent Afrika wird in den Ländern Burundi, Kamerun, Kenia, Malawi, Mosambik, Ruanda, Tansania, Uganda, Demokratische Republik Kongo und Simbabwe Tee angebaut. Hergestellt wird der CTC-Broken-Tee und in Kenia wird aus dem Hochland gehobene Teequalität ähnlich dem Ceylon-Tee angebaut.

### Australien
Seit Ende der 1950er/Anfang 1960er Jahre wird im Norden von Queensland Tee angebaut. Dieser Tee ist nicht sehr lange haltbar, wird deshalb nicht exportiert und nur von den Australiern getrunken.

### China
Im Osten des Anbaugebietes der Provinz Anhui wird der weltberühmte Schwarze Tee aus Qimen (Keemun), der Grüne Tee aus Tunxi und der Grüne Mao Feng von den Berghängen des Huang Shan angebaut. An der Südküste China liegt das größte Teeanbaugebiet Fujian. Dort werden die Teepflanze zum Weißen, Grünen, Oolongs, Jasmin und Schwarzen Tee verarbeitet. Die Provinz Guangdong ist bekannt für ihren Schwarzen, Oolong und Phoenix Dancong Tee. Seit 1700 Jahren wird in der Provinz Yunnan der Grüne Tee mit eigenem Geschmack produziert, seit 1937 wird auch in dieser Region Schwarzer Tee hergestellt und der bekannteste ist der Pu-Erh-Tee. Der Long Ching Tee kommt aus der Provinz Zhejiang.

### Indien
Der Assam-Tee wird im Nordosten von Indien entlang des 600 Kilometer langen Flusses Brahmaputra in der heißen Hochebene von Assam angebaut. Die Region hat rund 2000 Teeplantagen. Am südlichen Berghang des Himalayas wachsen die Teesträucher des Darjeelings. Das zweitgrößte Teeanbaugebiet liegt im Südwesten im hügeligen Hochland der Provinzen Karnataka, Kerala und Tamil Nadu. Dort wird auf der Höhe zwischen 800 Metern und 2200 Metern der Nilgiri Tee angebaut und es existieren circa 20.000 Teegärten, die nicht größer als 10 Hektar sind. Diese werden ausschließlich von den Kleinbauern bewirtschaftet.

### Japan
In Japan wird seit 1000 Jahren Tee kultiviert und überwiegend wird der Sencha-Tee produziert.

### Sri Lanka
Sri Lanka ist das viertgrößte Teeanbaugebiet der Welt. Dort wird seit über 100 Jahren Ceylontee hergestellt. Es gibt die Anbaugebiete: Dimbula, Uva und Nuwara Eliya. Die Tees aus den drei Anbaugebiete schmecken sehr unterschiedlich.